# Joop Harmans
Johannes Jozephus Franciscus "Joop" Harmans (Amsterdam, 29 oktober 1921 – aldaar, 2 februari 2015) was een Nederlands wielrenner.
Harmans was in 1948 onderdeel van het Nederlandse team op de ploegenachtervolging op de Olympische Spelen in Londen. Samen met Gerrit Voorting, Theo Blankenauw en Henk Faanhof eindigde hij als veertiende (ze kwamen niet door hun heat heen, waar ze als tweede eindigden).
Harmans, Faanhof, Voorting overleden vlak na elkaar in 2015.

## Winkelketen
In 1957 opent Harmans zijn eerste fietsenwinkel aan de Azaleastraat in Amsterdam-Noord, genaamd Tweewielers Joop Harmans. In de jaren erna zijn meerdere fietsenwinkels in Amsterdam-Noord geopend door het familiebedrijf van Hermans. In 2010 openen de nazaten van Harmans de huidige Joop Harmans XL aan de Vuurwerkerweg in Amsterdam-Noord. Even later wordt bij een uitbouw ook de winkel aan de Kamperfoelieweg, welke als tweede werd geopend in 1961, verhuisd naar de winkel op de Vuurkwerkerweg.

## Grote rondes
Geen

## Galerij

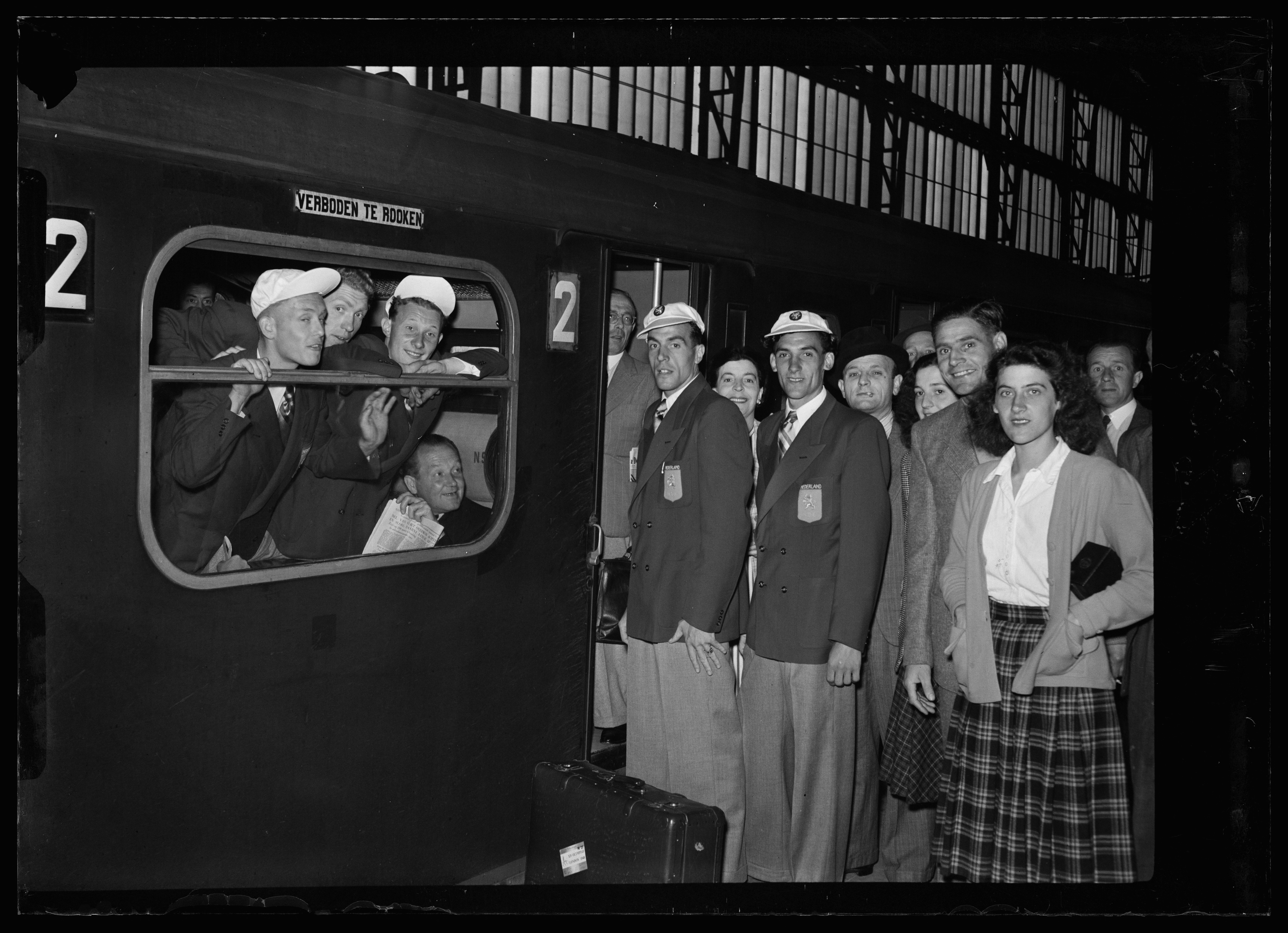
Nederlandse wielrenners voor vertrek naar de Olympische Spelen in Londen, 1948. Joop Harmans  en Jan Hijzelendoorn vanachter het raam, Piet Peters en Gerrit Voorting op het perron.
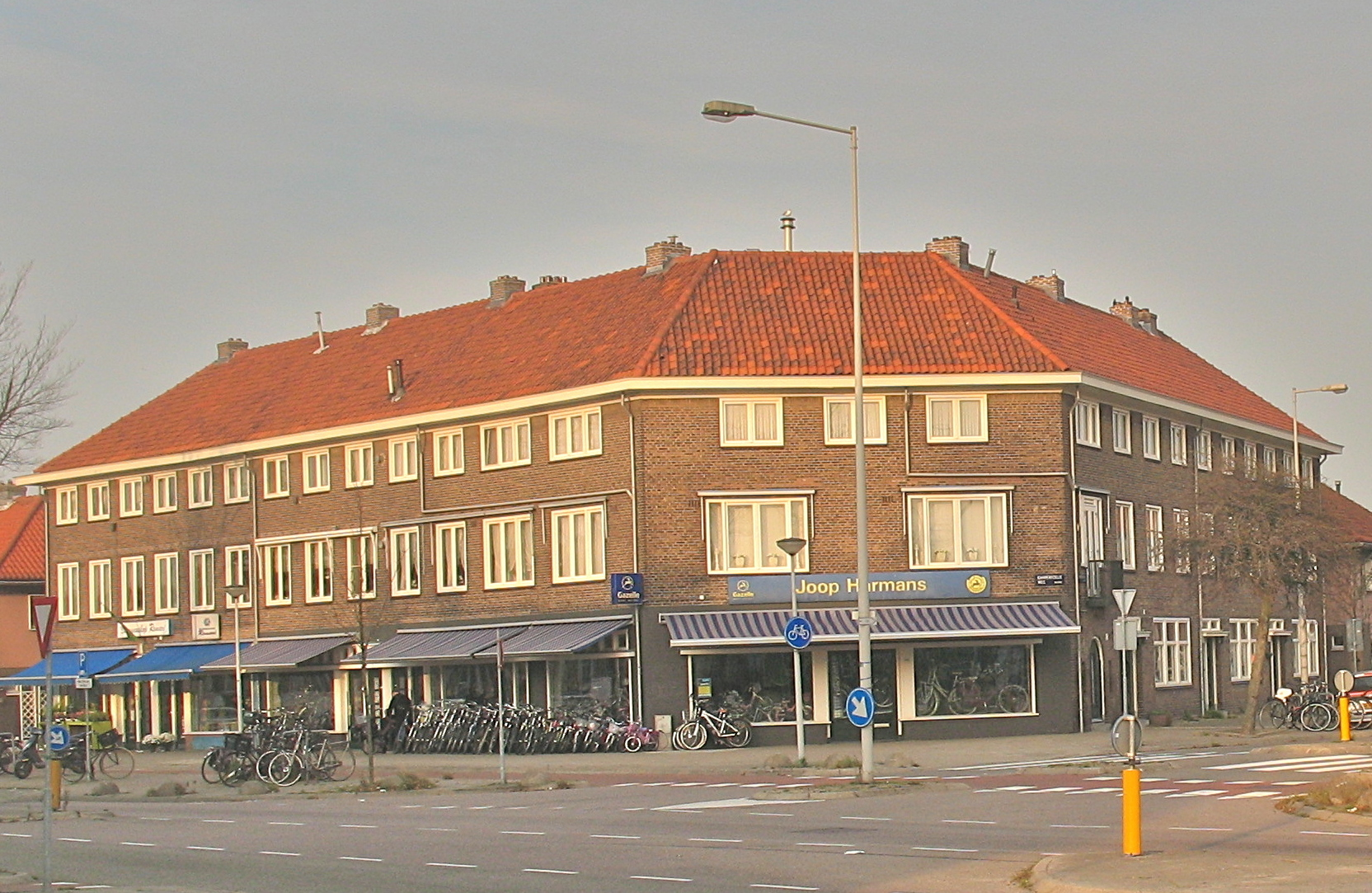
Tweewielers Joop Harmans aan de Kamperfoelieweg.